# Carta Marina
Carta marina et descriptio septentrionalium terrarum (latin for Søkort og beskrivelse af nordiske lande), normalt forkortet til Carta marina, er det første kort over de nordiske lande, der angiver stednavne og detaljer. Det blev skabt af den svenske gejstlige Olaus Magnus og udkom i 1539. Der findes kun to tidligere kort af nordiske lande; Jacob Ziegler (Strasbourg, 1532) og Claudius Clavus (1400-tallet).
Kortet er centreret ved Skandinavien, som bliver vist med den største tekst på kortet, og er placeret i midten af Sverige. Kortet dækker de nordiske land "Svecia" (Svealand), "Gothia" (Götaland), "Norvegia" (Norge), Dania (Danmark), Islandia (Island), Finlandia (Finland), Lituania (Lithuaen) og Livonia (Estland og Letland). Langs kortets kant er længde- og breddegrader fra 55° til Polarcirklen.
Det er 1,25 m højt og 1,70 m bredt, og det består af ni træsnit på hver 55x44 cm, der går fra vest mod øst og fra nord til syd, og hver er markeret med et bogstav fra A til I.

## Historie
Kortet blev fremstillet i Rom 1527-39 af Olaus Magnus (1490-1557), som var på diplomatisk rejse for Sveriges regering og blev i byen, sandsynligvis fordi hans bror, Johannes Magnus, blev involveret i en religiøs fejde med kong Gustav Vasa.
For at fremstille kortet studerede Magnus en antikke kilder som Ptolemæus' kort i Geographia og samtidige kilder som astronomen Jacob Zieglers arbejde. Ud over kartografiske studier byggede Magnus på sømænds beskrivelser og egne observationer.
Kortet blev fremstillet over 12 år, og de første eksemplarer blev trykt i 1539 i Venedig.
Magnus underbyggede kortet med værket Historia de gentibus septentrionalibus (Historien om folkene i Norden), som blev trykt i Rom i 1555. Magnus oversatte de latinske noter til italiensk (1565) og tysk (1567).

### Bevarede eksemplarer
Alle eksemplarer forsvandt fra offentligheden efter 1574, og kortet var stort set glemt. Muligvis blev der kun fremstillet få eksemplarer, og pave Paul 3. udstedte en 10-årig "copyright". Senere blev der spurgt, om kortet overhovedet havde eksisteret.
I 1886 fandt Oscar Brenner et eksemplar i Bayerns Statsbibliotek i München, hvor det stadig befinder sig. I 1961 fandt man et eksemplar i Schweiz, der blev bragt til Uppsala Universitetsbibliotek året efter. Siden 2007 har det været opbevaret i bibliotekets hovedbygning, Carolina Rediviva. De to eksemplarer afviger en smule fra hinanden.

### Tilpasninger
En nedskaleret udgave af Uppsala-eksemplaret er trykt i Rom i 1572 af Antoine Lafréry i 1572.

## Indhold
Kortet er det første som giver et detaljeret overblik over Norden med en lang række stednavne. Det viser også dele af Skotland, England, Holland, det nordlige Tyskland, Polen, De baltiske lande og Rusland.
På kortet findes også tre øer, som ikke eksisterer i virkeligheden. Vest for Island findes Hvitsark. Mellem Orkneyøerne og Færøerne ligger Tile , som ifølge kortet skulle have 30.000 indbyggere, og som sandsynligvis er den mytologiske ø Thule. Udenfor Murmansk står "Insula Magnetum", som man antog var den magnetiske nordpol.
Kortet viser også en række mytiske dyr, søslanger og andre havuhyrer. Fx en sømunk der angriber et skib under Færøerne. Der er sandsynligvis tale om den mytologiske kæmpeblæksprutte Kraken. Desuden forvrængede gengivelser af eksisterende dyr som grønlandshval, spækhugger, hvalros og ringsæl. Magnus har også fået indtegnet en eksplosion på Vyborg Slot i 1495. Hvert land har også en konge og et rigsvåben, bl.a. Sigismund 1. af Polen

## Galleri
- Udsnit med Danmark, hvor Dannevirke er markeret.
- En spækhugger (orca) der angriber en hval.
- Et rensdyr der bliver malket.
- Malstrømmen Moskstraumen ved Lofoten i Norge.
- En hvalros (ros marus).
- Eksplosion på Vyborg slot.
- Sigismund 1. af Polen